# Heatherley School of Fine Art

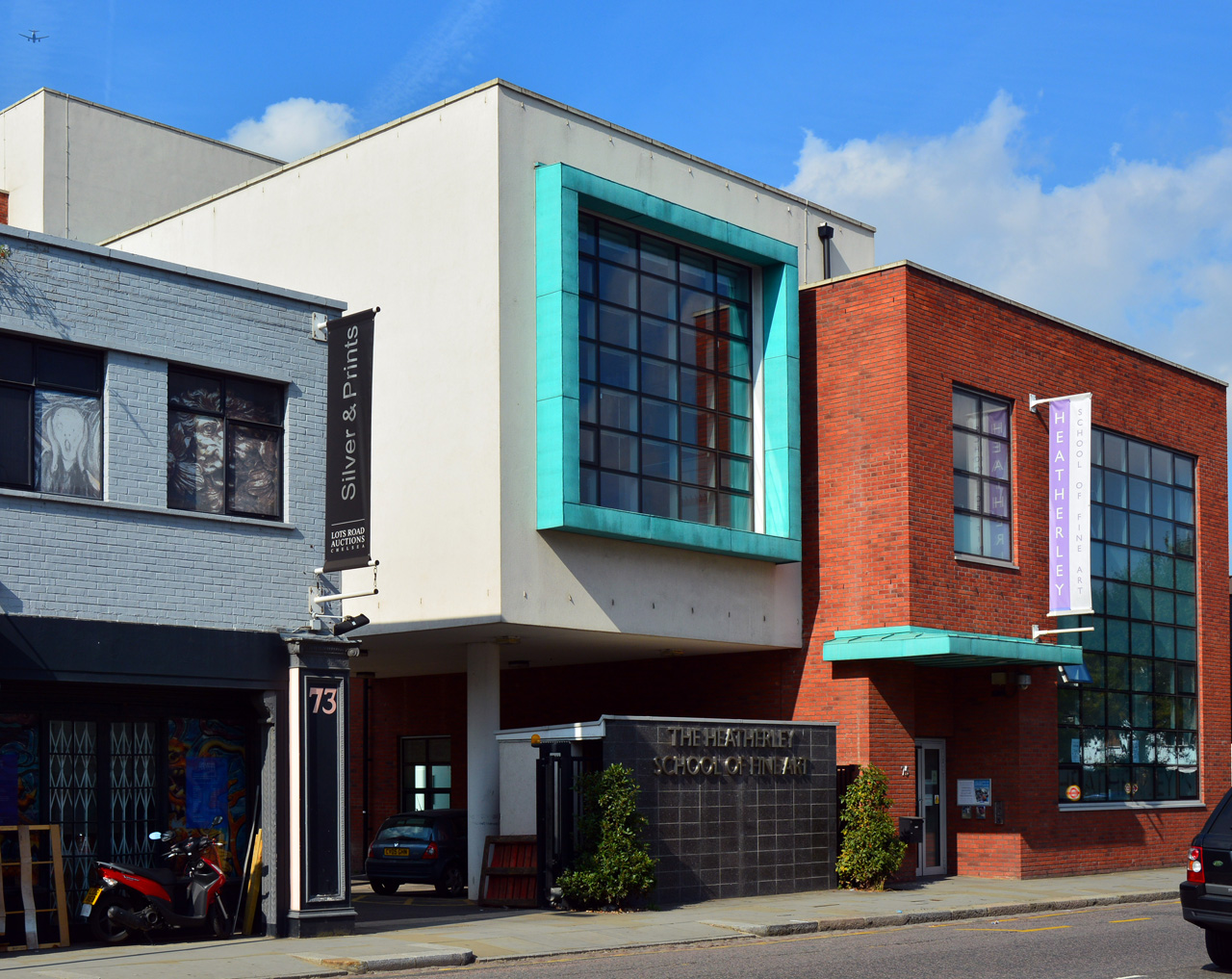
Escuela de Arte Heatherley, Lots Road

La Heatherley School of Fine Art es una escuela de arte independiente en Londres.
La escuela lleva el nombre de Thomas Heatherley, quien fue director de la escuela de James Mathews Leigh (cuando era llamada "Leigh's"). Fundada en 1845, la escuela se conoce cariñosamente como Heatherleys. Es una de las escuelas de arte independientes más antiguas de Londres y se encuentra entre las pocas facultades de arte de Gran Bretaña que se centran en el retrato, la pintura figurativa y la escultura.
En noviembre de 1927, tras estar ubicada anteriormente en Newman Street, se abrió una nueva escuela, en George Street (fuera de Baker Street). En 2008, la escuela se mudó a un edificio diseñado específicamente para ello, en Lots Road, Chelsea.

## Antiguos alumnos
| - Evelyn Abelson - Edith Lovell Andrews - Sybil Andrews - Mabel Lucie Attwell - Michael Ayrton - Nicolas Bentley - Anna Blunden - Arthur James F. Bond - Gregoire Boonzaier - Henry Alexander Bowler - Dorothea Braby - Angela Brazil - Edward Burne-Jones - Dorothy Burroughes - George Francis Carline - Hugh Carter - Victor Child - Joseph Clark - Jensine Costello - Gladys Dawson - William Russell Flint - Edith Mabel Gabriel | - Sir Alfred Gilbert - Caroline Gotch - Alec Carruthers Gould - Andrew Carrick Gow - Mary Gow - Kate Greenaway - John Martin Harvey - Edward Robert Hughes - Haynes King - Edmund Leighton - Frederic, Lord Leighton - James Le Jeune - Elyse Ashe Lord - John Everett Millais - Iain Macnab - Margaret Graeme Niven - Dennis H. Osborne - George John Pinwell - Edward Poynter | - A. R. Quinton - Hazel Reeves - Frank Reynolds - Dante Gabriel Rossetti - Adolfine Mary Ryland - Henry Ryland - Frank O. Salisbury - John Scott - E. H. Shepard - Frank Sherwin - Walter Sickert - Solomon Joseph Solomon - Steven Spurrier - George E. Studdy - Margaret Tarrant - Albert Chevallier Tayler - Clive Uptton - Paula Varona - Frederick Arthur Verner - Billie Waters - Evelyn Waugh |